# Galería Nacional de Arte (Albania)
La Galería Nacional de Arte de Albania (en albanés: Galeria Kombëtare e Arteve) es un museo ubicado en Tirana y que está bajo la supervisión del Ministerio de Cultura de Albania.

## Historia
Los inicios de la institución se remontan a 1946 con los esfuerzos de un grupo de artistas albaneses y del Comité de Artes. La Pinakoteka fue la primera institución de bellas artes del país. Después de mucho trabajo y grandes esfuerzos, la Galería de Arte abrió oficialmente al público el 11 de enero de 1954. La galería funcionó con dos objetivos principales: exhibición de la colección permanente y realizando exposiciones temporales de artistas albaneses y extranjeros. Las nuevas visiones sobre el desarrollo y exhibición de bellas artes, así como las nuevas adquisiciones aumentaron el número de obras de arte a disposición de la galería y provocaron la necesidad de un nuevo edificio más grande y funcional.

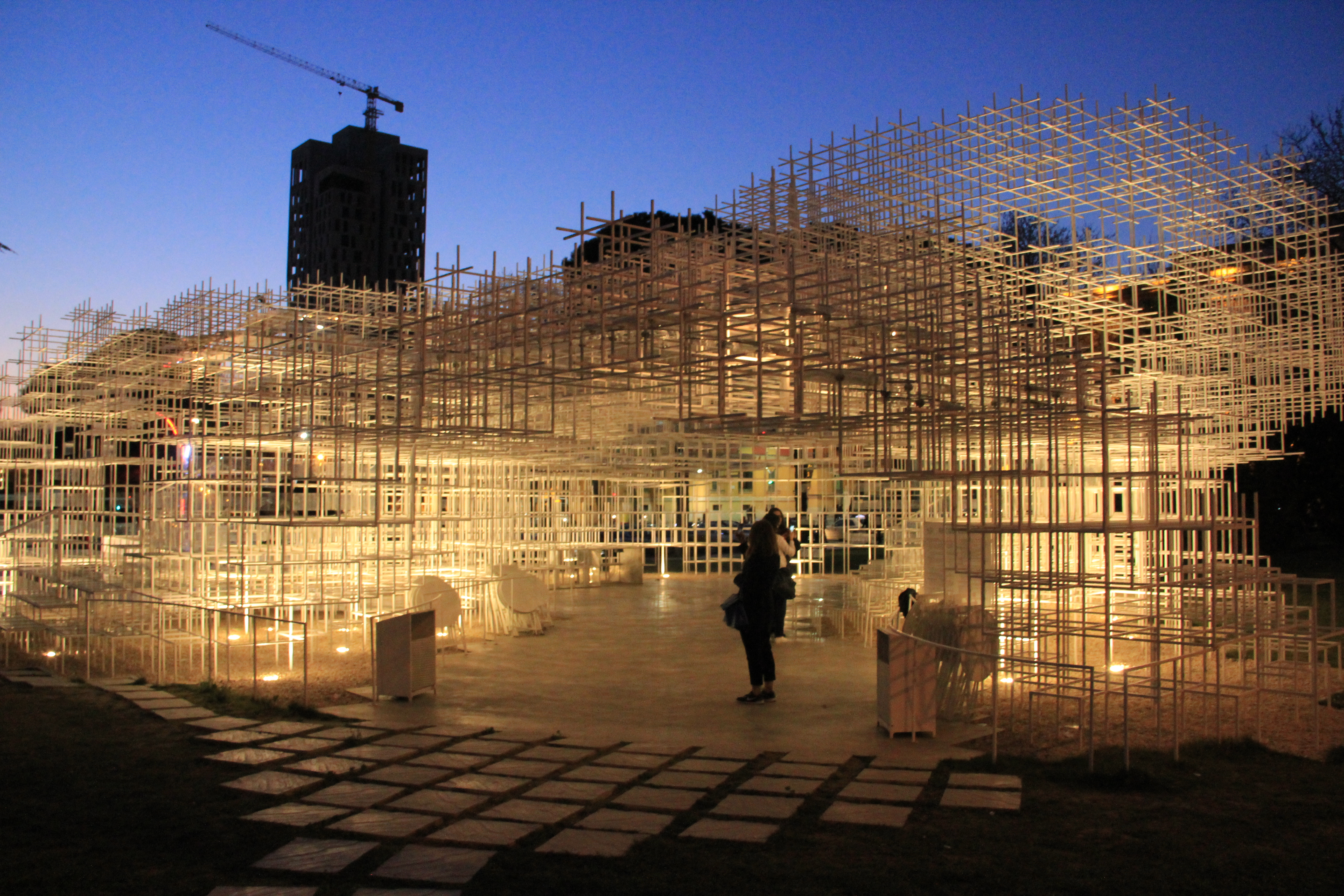
El Pabellón de las Nubes fuera de la Galería Nacional de Arte

La nueva sede se inauguró el 29 de noviembre de 1974. Estaba situada en el bulevar "Mártires de la Nación" y es el mismo edificio donde se encuentra hoy la Galería Nacional de Arte. Con esta nueva apertura se reorganizó y se realizó el primer programa de reconstrucción que consistió en establecer una estructura administrativa compuesta por varios departamentos que se ocuparan de las actividades artísticas. El fondo de la nueva galería, contaba con 340 obras de arte y sus archivos tenían 240 artistas registrados. A partir de este momento funcionó como la única y más importante institución nacional de exhibición, conservación, estudio, restauración, publicación, documentación y archivo de las obras de arte en Albania.

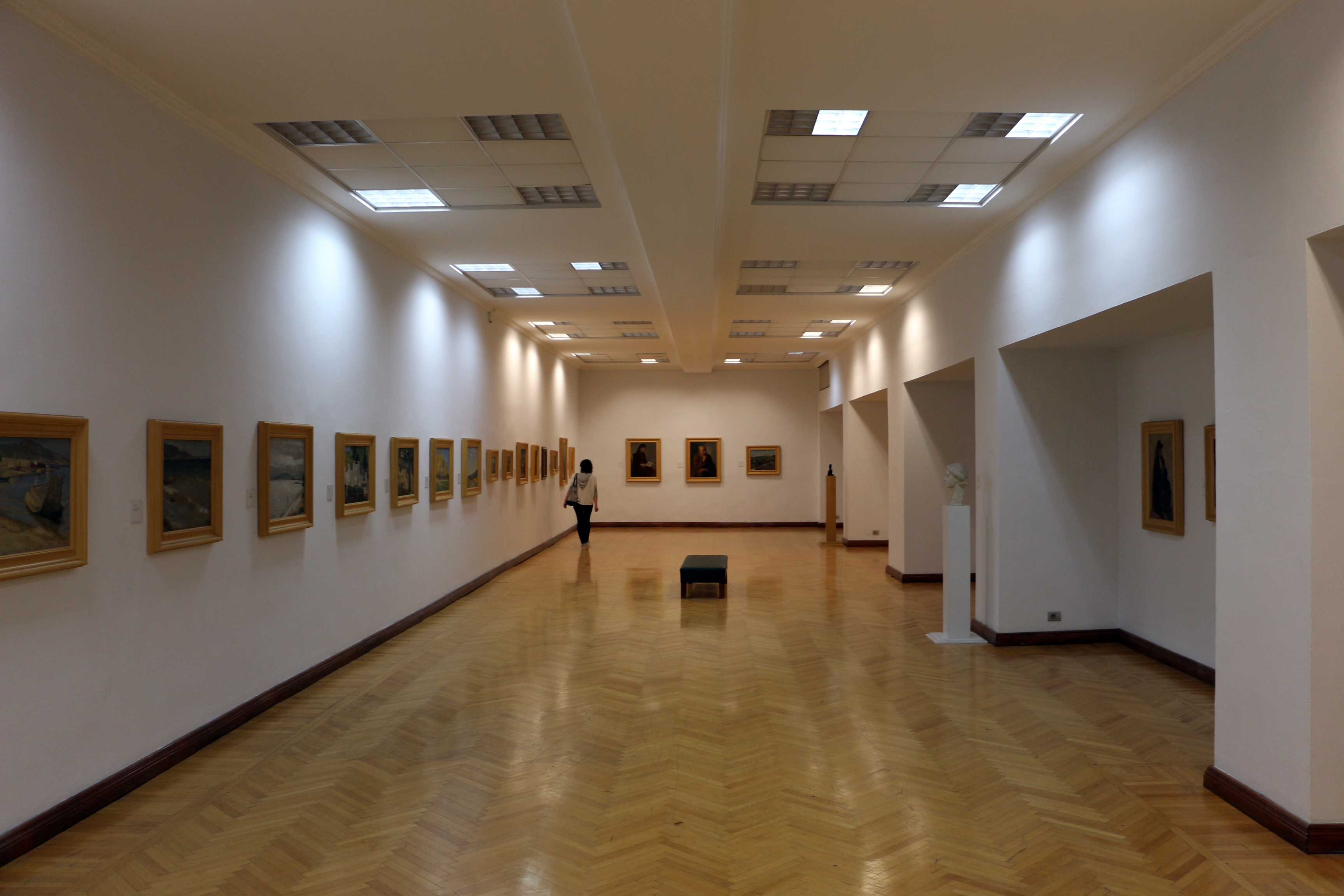
Dentro de la galería

En 2009 y 2010, la Galería sufrió importantes obras de renovación financiadas por inversiones privadas y públicas, que consistieron en una reconstrucción cualitativa de los espacios interiores, con el objetivo de preservar, en la mayor medida posible, el proyecto arquitectónico original.

## Colección
La Galería conserva más de 5000 obras de arte. Además de la colección permanente que se centra en el arte del realismo socialista, famosos artistas albaneses, internacionales e importantes colecciones han sido parte de sus diferentes exposiciones. Una política importante de las actividades de la Galería son también los programas educativos.